# John W. Lewis

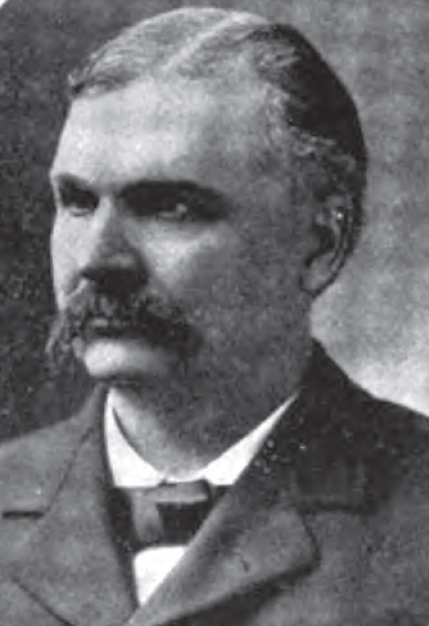
John W. Lewis

John William Lewis (* 14. Oktober 1841 bei Greensburg, Kentucky; † 20. Dezember 1913 in Fort Worth, Texas) war ein US-amerikanischer Politiker. Zwischen 1895 und 1897 vertrat er den Bundesstaat Kentucky im US-Repräsentantenhaus.
John Lewis besuchte die öffentlichen Schulen seiner Heimat und danach bis 1862 das Centre College in Danville. Nach einem anschließenden Jurastudium und seiner 1863 erfolgten Zulassung als Rechtsanwalt begann er in Greensburg in seinem neuen Beruf zu arbeiten. Im Januar 1869 zog er nach Springfield. Politisch war Lewis Mitglied der Republikanischen Partei. Im April 1880 war er zeitweise Vorsitzender des regionalen republikanischen Parteitags in Kentucky. In den Jahren 1880, 1884, 1888 und 1904 nahm er als Delegierter an den jeweiligen Republican National Conventions teil. Von 1878 bis 1891 saß Lewis im Staatsvorstand seiner Partei. Zwischenzeitlich arbeitete er auch als Richter in verschiedenen Bezirken seines Staates.
Bei den Kongresswahlen des Jahres 1894 wurde er im vierten Wahlbezirk von Kentucky in das US-Repräsentantenhaus in Washington, D.C. gewählt, wo er am 4. März 1895 die Nachfolge von Alexander B. Montgomery antrat. Da er bei den Wahlen des Jahres 1896 gegen den Demokraten David Highbaugh Smith verlor, konnte er bis zum 3. März 1897 nur eine Legislaturperiode im Kongress absolvieren. Nach seiner Zeit im US-Repräsentantenhaus praktizierte John Lewis wieder als Anwalt in Springfield; in den Jahren 1904 und 1908 bekleidete er noch einige regionale Parteifunktionen. Er starb am 20. Dezember 1913 in Fort Worth und wurde in Lebanon beigesetzt.